# Burgwallbacher Forst
Burgwallbacher Forst är ett kommunfritt område i Landkreis Rhön-Grabfeld i Regierungsbezirk Unterfranken i förbundslandet Bayern i Tyskland.